# Montbellet
Montbellet é uma comuna francesa na região administrativa de Borgonha-Franco-Condado, no departamento Saône-et-Loire. Estende-se por uma área de 20,03 km². Em 2010 a comuna tinha 830 habitantes (densidade: 41,4 hab./km²).